# 中立性 (哲學)
中立又稱不偏不倚，是指在冲突（例如肢體衝突、意识形态衝突）中不站队的立場以及傾向，但这可能并不意味着中立方没有自己的立场。
中立与冷漠、无知、无动于衷、雙想等概念有所區別区别但不完全互斥。例如冷漠和无动于衷分别意味着对某一主题的漫不经心，而一个看似秉持中立的人可能对某一主题有偏见，但他最終选择不采取任何行动而並非漫不經心。一个中立的人也可以对某一主题有充分的了解，因此此時他不屬於无知。由于中立之人可能有偏见，所以他不見得有雙想（即認為双方都是正确的）。中立性可能意味着容忍，即不管一个观点可能多么令人不快、令人遗憾或不寻常。
在衝突调解中，人们往往期望有秉持中立之人能够独立于任何偏见作出判断或促进对话，注重过程而不是结果。例如，參與調解的中立方應該在冲突中没有涉及利益衝突的一方，并被期望没有偏见地進行調解。中立方往往被认为是更值得信赖、更可靠、更安全。